# Claudio Federici
Claudio Federici (Roma, 7 luglio 1975) è un pilota motociclistico italiano, specializzato nel motocross ritiratosi dall'attività agonistica. Ha corso nel Campionato del Mondo per 12 anni, vincendo 7 Gran Premi ed il Motocross delle Nazioni del 1999.

## Carriera
Dopo aver conquistato la piazza d'onore nel Campionato europeo 125 nel 1993, debutta nel mondiale nel 1994, correndo solo quattro gare e classificandosi al quindicesimo posto finale.
Nel 1995, in sella alla Yamaha del team diretto da Claudio De Carli, vince a sorpresa il primo GP della stagione, corso sulla pista umbra di Castiglione del Lago, e termina il campionato al sesto posto. L'anno successivo parte come uno dei favoriti per il titolo, ma subisce un brutto infortunio e rimane lontano dalle gare per quasi tutta la stagione.
Nel 1997 passa alla Husqvarna del team di Corrado Maddii e si piazza terzo, completando la tripletta italiana dietro a "Chicco" Chiodi e Puzar e vincendo il GP di Slovenia. L'anno successivo torna alla Yamaha di De Carli e finisce quarto, senza particolari acuti.
Il 1999 è il suo anno migliore: nel Campionato del Mondo vince 3 GP e contende il titolo a Chiodi, arrendendosi al campione bresciano solo all'ultima gara; poi, al Motocross delle Nazioni, viene schierato nella classe 250 (con Chiodi in 125 e Bartolini in 500) ed è protagonista di un'ottima prova, che contribuisce al primo storico successo dell'Italia in questa competizione.
Nel 2000 passa al mondiale della classe regina, la 250, e si piazza quinto, conquistando il GP della Repubblica Ceca. L'anno seguente vince in Svizzera, combatte fino all'ultimo per il podio e alla fine chiude quarto.
Il 2002 è un vero calvario: prima subisce un grave infortunio al ginocchio in una gara pre-mondiale, poi, appena rientrato, rimane coinvolto in un caso di doping e viene squalificato fino al termine della stagione. Gli strascichi di queste vicende lo condizioneranno per il resto della carriera, soprattutto il continuo riacutizzarsi dei dolori al ginocchio.
Torna in pista nel 2003, schierato nella nuova classe Motocross GP, e si piazza settimo a fine stagione e vince gli assoluti d'Italia. Nel 2004 partecipa al mondiale MX2, chiuso all'undicesimo posto; va ancora peggio l'anno successivo, quando torna in MX1. Prova a rilanciarsi nel 2006 passando alla Kawasaki, ma anche questo tentativo si rivela avaro di soddisfazioni; conclude la stagione conquistando il titolo italiano di categoria e poi annuncia ufficialmente il ritiro.